# Оскар Родрігес Арнаїс
Оскар Родрігес Арнаїс (ісп. Óscar Rodríguez Arnaiz; нар. 28 червня 1998, Талавера-де-ла-Рейна) — іспанський футболіст, півзахисник клубу «Леганес».
Виступав, зокрема, за клуб «Реал Мадрид Кастілья», а також молодіжну збірну Іспанії.

## Клубна кар'єра
Народився 28 червня 1998 року в місті Талавера-де-ла-Рейна. До академії клубу «Реал Мадрид» приєднався 2009 року, перейшовши до «королівського клубу» з «Лос Навальморалес».
Три сезони поспіль брав участь у Юнацькій лізі УЕФА, двічі діставшись півфіналу та один раз зупинившись на стадії чвертьфіналу у сезоні 2017–18.
У сезоні 2016–17 разом з командою «Реал Мадрид» до 19 років Оскар, будучи капітаном команди, здобув три трофеї — виграв чемпіонат Іспанії до 19 років у групі 5 (Мадрид та околиці), Кубок Іспанії серед команд до 19 років та іспанський Кубок чемпіонів, який розіграють між собою команди, що стали чемпіонами у своїх групах. Таким чином вперше в своїй історії команді «Реал Мадрид» до 19 років вдалося здобути усі три іспанські трофеї. Оскар забив переможні м'ячі у фіналах Кубку Іспанії та у фіналі Кубку чемпіонів, у регулярному чемпіонаті на його рахунку було 16 м'ячів.
У професійному футболі Оскар дебютував у сезоні 2017–18 виступаючи за команду клубу «Реал Мадрид Кастілья», в якій провів один сезон, взявши участь у 34 матчах в Сегунді Б. Був основним гравцем команди під керівництвом Сантьяго Соларі. Того ж сезону підписав договір з агентством RR-Soccer, відтоді його агентом став старший брат Серхіо Рамоса, Рене.
13 серпня 2018 року Оскар був орендований клубом «Леганес». Дебютував за нову команду 16 вересня, замінивши на 73-й хвилині Дієго Ролана в програному матчі проти «Вільярреала» (0:1). У першому ж матчі, коли Оскар зіграв свої перші 90 хвилин у Примері, він забив переможного м'яча у ворота «Барселони».
29 серпня 2020 року Оскар Родрігес підписав 5-річний контракт з «Севільєю».

## Виступи за збірні
2013 року дебютував у складі юнацької збірної Іспанії, взяв участь у 16 іграх на юнацькому рівні, відзначившись 3 забитими голами.
У 2019 році став гравцем молодіжної збірної Іспанії. А 20 серпня 2020 року вперше був викликаний до національної збірної Іспанії на матчі проти збірних Німеччини та України.

## Статистика виступів

### Статистика клубних виступів
| Сезон             | Команда              | Чемпіонат         | Чемпіонат | Чемпіонат | Національний кубок | Національний кубок | Національний кубок | Континентальні кубки | Континентальні кубки | Континентальні кубки | Інші змагання | Інші змагання | Інші змагання | Усього | Усього |
| Сезон             | Команда              | Ліга              | Ігор      | Голів     | Ліга               | Ігор               | Голів              | Ліга                 | Ігор                 | Голів                | Ліга          | Ігор          | Голів         | Ігор   | Голів  |
| ----------------- | -------------------- | ----------------- | --------- | --------- | ------------------ | ------------------ | ------------------ | -------------------- | -------------------- | -------------------- | ------------- | ------------- | ------------- | ------ | ------ |
| 2017–18           | Реал Мадрид Кастілья | Сегунда           | 34        | 6         | -                  | -                  | -                  | -                    | -                    | -                    | -             | -             | -             | 34     | 6      |
| 2017–18           | Реал Мадрид          | Ла-Ліга           | 0         | 0         | КІ                 | 1                  | 0                  | ЛЧ                   | -                    | -                    | СУ+СІ+КЧС     | -             | -             | 1      | 0      |
| 2018–19           | Леганес              | Ла-Ліга           | 4         | 1         | КІ                 | 0                  | 0                  | -                    | -                    | -                    | -             | -             | -             | 4      | 1      |
| Усього за кар'єру | Усього за кар'єру    | Усього за кар'єру | 38        | 7         |                    | 1                  | 0                  |                      | -                    | -                    |               | -             | -             | 39     | 7      |